# Мартышкин ручей
Марты́шкин руче́й — ручей, впадающий в Финский залив на территории города Ломоносова Петродворцового района Санкт-Петербурга возле дома 78 по Морской улице.
Название происходит от посёлка Мартышкино, а тот в свою очередь — от имени поселенца Мартина (Мартына).
Мартышкин ручей пересекает северную часть посёлка Мартышкино. Через него переброшены два автомобильных моста (в створе Лесной улицы и в створе Морской улицы), два пешеходных (в створе Балтийской улицы и в створе Морской улицы), один железнодорожный (на Балтийской линии).
Устье Мартышкина ручья является безымянной зелёной зоной общего пользования.
Выше Заводской улицы на берегах Мартышкина ручья располагалось лютеранское кладбище. От него сохранился только один склеп 1758 года — в Тупиковом переулке; он признан памятником архитектуры регионального значения.